# Vĩnh Kiên
Vĩnh Kiên là một xã thuộc huyện Yên Bình, tỉnh Yên Bái, Việt Nam.

## Địa lý
Xã Vĩnh Kiên nằm ở phía đông huyện Yên Bình, có vị trí địa lý:
- Phía đông giáp xã Bạch Hà
- Phía tây giáp thị trấn Yên Bình và xã Đại Đồng
- Phía nam giáp thị trấn Thác Bà
- Phía bắc giáp xã Bạch Hà và xã Vũ Linh.

Xã Vĩnh Kiên có diện tích 27,18 km², dân số năm 2019 là 5.971 người, mật độ dân số đạt 220 người/km².

## Lịch sử
Ngày 28 tháng 1 năm 1967, Bộ trưởng Bộ Nội vụ đã ra quyết định số 24-NV về việc điều chỉnh xóm Mạ thuộc xã Yên Vượng (vừa mới giải thể) sáp nhập về xã Vĩnh Kiên.
Ngày 16 tháng 2 năm 1967, Bộ trưởng Bộ Nội vụ ra Quyết định số 51-NV về việc chia xã Vĩnh Kiên thành hai xã Vĩnh Kiên và Yên Bình.
Xã Vĩnh Kiên gồm có hợp tác xã Vĩnh Kiên và hợp tác xã Đồng Danh.